# Otto Weddigen
Otto Weddigen (Herford, 15. rujna 1882. – Moray Firth, 18. ožujka 1915.), njemački podmornički zapovjednik. Zaslužan za potapanje osam protivničkih brodova, bio je ratni heroj i nositelj visokih odlikovanja. Britanski novinari nazivali su ga "pristojnim piratom" jer je prilikom napada na nenaoružane trgovačke brodove upozoravao njihove posade i davao im vremena da ih napuste.